# Romundtjärnen
Romundtjärnen är en sjö i Älvdalens kommun i Dalarna och ingår i Dalälvens huvudavrinningsområde. Sjön har en area på 0,094 kvadratkilometer och ligger 595,7 meter över havet. Sjön avvattnas av vattendraget Romundvasslen.

## Delavrinningsområde
Romundtjärnen ingår i det delavrinningsområde (681458-139277) som SMHI kallar för Mynnar i Trängseldammen. Medelhöjden är 612 meter över havet och ytan är 17,15 kvadratkilometer. Det finns inga avrinningsområden uppströms utan avrinningsområdet är högsta punkten. Romundvasslen som avvattnar avrinningsområdet har biflödesordning 2, vilket innebär att vattnet flödar genom totalt 2 vattendrag innan det når havet efter 395 kilometer. Avrinningsområdet består mestadels av skog (92 procent). Avrinningsområdet har 0,17 kvadratkilometer vattenytor vilket ger det en sjöprocent på 1 procent.